# Temporada 1997-1998 del Teatre Nacional de Catalunya

## Espectacles
| Temporada 1997-1998 del Teatre Nacional de Catalunya | |                                                                     | |                         |                                          |                      |              |                    |
| Espectacle                                           | Autoria                                                                                              | Direcció                                                            | Actors i actrius principals / artistes | Escenografia            | Producció                                | Dates                | Sala         | Gènere             |
| L'auca del senyor Esteve                             | Santiago Rusiñol                                                                                     | Adolfo Marsillach                                                   | Miquel Agell, Maribel Altés, Jordi Banacolocha, Resu Belmonte, Marta Calvó, Imma Colomer, Joan Crescenti, Josep Maria Domènech, Marta Fluvià, Susana Egea, Pere Eugeni Font, Anna Frigola, Francesc Galceran, Bruno Galland, Pep Guinyol, Mònica López, Francesc Marimon, Marta Millà, Joan Monells, Marc Montserrat, Jordi Muixi, Francesc Orella, Arnau Ortuño, Víctor Pi, Santi Ricart, Boris Ruíz, Carles Sales, Romà Sànchez, Laura Sancho, Sebastià Sellent, Lluís Torner | Montse Amenós           | Teatre Nacional de Catalunya             | 11.09.97 al 08.03.98 | Sala Gran    | Teatre             |
| Tempus                                               | Comediants                                                                                           | Joan Font                                                           | Jaume Bernadet, Carles Chamarro, Harris Gordon, Maribel Ibarz, Jin Hua Kuan, Maria Molins, Carles Romeu | Jordi Castells i Planas | Teatre Nacional de Catalunya, Comediants | 07.10.97 al 04.01.98 | Sala Petita  | Teatre             |
| La gavina                                            | Anton Pàvlovitx Txékhov                                                                              | Josep Maria Flotats                                                 | Pere Arquillué, Anna Maria Barbany, Joan Borràs, Jaume Comas, Núria Espert, Josep Maria Flotats, Ariadna Gil, Ramon Madaula, Pep Miràs, Mercè Pons, Josep Maria Pou | Ezio Frigerio           | Teatre Nacional de Catalunya             | 14.10.97 al 14.12.97 | Sala Gran    | Teatre             |
| La Calisto                                           | Pier Francesco Cavalli                                                                               | René Jacobs (direcció musical), Herbert Wernicke (posada en escena) | Antonio Abete, María Bayo, Xavier Capdet, Hans Peter Kammerer, Marcello Lippi, Alexander Oliver, Graham Pushee, Toby Spence, Robin Tyson, Iris Vermillion, Dominique Visse, Louise Winter | Herbert Wernicke        |                                          | 02.01.98 al 16.01.98 | Sala Gran    | Òpera              |
| El somni de Mozart                                   | A partir de l'obra The droom van Mozart de Bruun Kujit. Producció original: Jeugdtheater de Hofplein | Daniel Anglès, Josep Galindo                                        | Jacob Torres, Baltasar Fonts, Sergi Bellver, Tono Saló, Frank Capdet, Josep Galindo, Xavier Mateu, Carme Sánchez, Clara Segura, Daniel Anglès, Pili Capellades, Àngel Llàcer, Xènia Reguant, Xavier Sabata, Albert Triola, Ruth Nabal, Manoli Nieto |                         | El musical més petit                     | 21.01.98 al 26.07.98 | Sala Petita  | Espectacle musical |
| La oscura raíz                                       | Lluís Pasqual amb textos de Federico García Lorca                                                    | Lluís Pasqual                                                       | Núria Espert, Lluís Pasqual |                         | Teatre Nacional de Catalunya             | 01.02.98 al 08.02.98 | Sala Petita  | Recital            |
| Guys & Dolls                                         | Frank Loesser, Jo Swerling, Abe Burrows                                                              | Mario Gas (direcció musical i dramatúrgia)                          | Quique Aranda, Joan Borràs, Núria Canals, Luis Cancillo, Montserrat Carulla, Carolina Domingo, Esteve Ferrer, Abel Folk, Abel García, Marisa Gerardi, Jaume Giró, Aïxa Guerra, Kiki, Mònica López, Esther Lozano, Toni Martínez, Lluís Méndez, Fulgenci Mestres, Xavier Mestres, Pep Molina, Mone, Marc Montserrat, Ventura Oller, Vicky Peña, Albert Pérez, Pedro Pomares, Xavier Ribera, Alma R. de Villalobos, etc.                                                          |                         | Teatre Nacional de Catalunya             | 17.04.98 al 19.07.98 | Sala Gran    | Musical            |
| Faust 3.0                                            | A partir del Faust I i II de J.W. Goethe                                                             | Carlus Padrissa i Àlex Ollé de La Fura dels Baus                    | Younes Bachir-Lafritz, Carles Fígols, Jorge Flores dr. Flo, Miquel Gelabert, Anabel Moreno, Santi Pons, Jordi Puig, "Kai", Sara Rosa | Roland Olbeter          | La Fura dels Baus                        | 28.04.98 al 28.06.98 | Sala Tallers | Teatre             |

## Cicle de concerts
La primera temporada del TNC va comptar amb un cicle de concerts que pretenia ser un homenatge als intèrprets catalans més reconeguts i amb prestigi mundial. Alhora, aquest cicle pretenia posar de manifest la vocació interdisciplinar del teatre, obert també a altes expressions artístiques més enllà del teatre.
| Cicle de concerts de la temporada 1997-1998 del TNC | | |              |                      |           |
| Concert                                             | Repertori | Intèrprets | Direcció     | Dates                | Sala      |
| Capella Reial de Catalunya                          | Madrigali guerrieri et amorosi de Claudio Monteverdi | Montserrat Figueras (soprano), Elisabetta Tiso (soprano), Carlos Mena (contratenor), Lambert Climent (tenor), Francesc Garrigosa (tenor), Isabel Serrano (violí), Guya Martini (violí), Antonio Abete (baix), etc. | Jordi Savall | 29/09/97             | Sala Gran |
| Lluís Claret                                        | Integral de Suites per a violoncel de Johann Sebastian Bach | Lluís Claret (Violoncel), companyia convidada |              | 20.12.97 al 21.12.97 | Sala Gran |
| Victòria dels Àngels                                | Grans músiques per a grans autors (Franz Schubert, Robert Schumann, Gabriel Fauré, Isaac Albéniz, Eduard Toldrà, Frederic Mompou, Xavier Montsalvatge)                             | Victòria dels Àngels (soprano), Albert Guinovart (piano), companyia convidada |              | 28.12.97             | Sala Gran |
| René Jacobs                                         | Repertori barroc (Heinrich Schütz, François du Fault, François Couperin, Bernardo Storace, Jacopo Peri, Benedetto Ferrari della Tiorba, Tobias Hume i Henry Purcell)               | René Jacobs (contratenor), Konrad Junghänel (llaüt), Imka David (viola de gamba i lirone), Attilio Cremonesi (orgue i clavecí)                                                                                     |              | 09/01/98             | Sala Gran |
| Eulàlia Solé                                        | Variacions Goldberg de J.S. Bach | Eulàlia Solé (piano), companyia convidada |              | 11/01/98             | Sala Gran |
| Carles Santos                                       | Codi o estigma? | Carles Santos (piano), companyia convidada |              | 13/01/98             | Sala Gran |
| Jaume Aragall                                       | Antonio Caldara, Benedetto Marcello, Gioachino Rossini, Giuseppe Verdi, Paolo Tosti, Gaetano Errico Pennino, Francesco Cilèa, Vincenzo Bellini, E. de Curtis i Ernesto Tagliaferri | Jaume Aragall (tenor), Amparo Garcia (piano), companyia convidada |              | 15/01/98             | Sala Gran |